# Escherange
Escherange là một xã trong vùng Grand Est, thuộc tỉnh Moselle, quận Thionville-Est, tổng Cattenom. Tọa độ địa lý của xã là 49° 25' vĩ độ bắc, 06° 04' kinh độ đông. Escherange nằm trên độ cao trung bình là 403 mét trên mực nước biển, có điểm thấp nhất là 313 mét và điểm cao nhất là 428 mét. Xã có diện tích 13,18 km², dân số vào thời điểm 2004 là 540 người; mật độ dân số là 41,5 người/km². Xã nằm khoảng 9 km phía tây-bắc của Thionville, thuộc Pháp từ năm 1769.

## Thông tin nhân khẩu
| 1962 | 1968 | 1975 | 1982 | 1990 | 1999 | 2007 |
| ---- | ---- | ---- | ---- | ---- | ---- | ---- |
| 343  | 406  | 406  | 363  | 377  | 432  | 613  |